# Rolling Papers
Rolling Papers ist das dritte Studioalbum des US-amerikanischen Rappers Wiz Khalifa. Es erschien am 29. März 2011 in den USA, in Deutschland ist es seit dem 13. Mai desselben Jahres erhältlich.

## Hintergrund
Nachdem Wiz Khalifa im November 2009 sein zweites Studioalbum Deal or No Deal genau wie sein Debütalbum Show and Prove bei dem Independent-Plattenlabel Rostrum Records veröffentlicht hatte, erschien im April 2010 das Mixtape Kush & Orange Juice. Dieses wurde ein großer Erfolg für Khalifa und als eines der „besten Hip-Hop Mixtapes des Jahres“ gewertet. Durch seinen Erfolg zog er das Interesse größere Major-Labels wie zum Beispiel Maybach Music Group auf sich, zudem bot der Musiker Drake ihm an, mit ihm zusammen auf Tour zu gehen. Nachdem er beide Angebote abgelehnt hatte, gab er am 30. Juli 2010 bekannt, dass er bei dem Label Atlantic Records einen Plattenvertrag unterschrieben habe. Zudem würde er beginnen, sein drittes Studioalbum aufzunehmen.

## Titelliste
| #   | Titel                                             | Songwriting                                                             | Produzent                                 | Länge |
| --- | ------------------------------------------------- | ----------------------------------------------------------------------- | ----------------------------------------- | ----- |
| 1.  | When I’m Gone                                     | Cameron Thomaz, Eric Dan                                                | I.D. Labs                                 | 4:09  |
| 2.  | On My Level (feat. Too Short)                     | Cameron Thomaz, Todd Shaw, James Scheffer, Richard Butler, Danny Morris | Jim Jonsin                                | 4:32  |
| 3.  | Black and Yellow                                  | Cameron Thomaz, Mikkel Eriksen, Tor Hermansen                           | Stargate                                  | 3:37  |
| 4.  | Roll Up                                           | Cameron Thomaz, Mikkel Eriksen, Tor Hermansen                           | Stargate                                  | 3:47  |
| 5.  | Hopes & Dreams                                    | Cameron Thomaz, Brandon Carrier                                         | Brandon Carrier                           | 3:59  |
| 6.  | Wake Up                                           | Cameron Thomaz, Mikkel Eriksen, Tor Hermansen                           | Stargate                                  | 3:46  |
| 7.  | The Race                                          | Cameron Thomaz, Eric Dan                                                | I.D. Labs                                 | 5:35  |
| 8.  | Star of the Show (feat. Chevy Woods)              | Cameron Thomaz, Eric Dan                                                | I.D. Labs                                 | 4:46  |
| 9.  | No Sleep                                          | Cameron Thomaz, Benjamin Levin, Noel Fisher                             | Benny Blanco, Detail                      | 3:12  |
| 10. | Get Your Shit                                     | Cameron Thomaz, Eric Dan                                                | I.D. Labs                                 | 4:36  |
| 11. | Top Floor                                         | Cameron Thomaz, Andrew Wansel, Warren Felder                            | Andrew „Pop“ Wansel, Oak                  | 3:42  |
| 12. | Fly Solo                                          | Cameron Thomaz, Eric Dan                                                | I.D. Labs                                 | 3:20  |
| 13. | Rooftops (feat. Curren$y)                         | Cameron Thomaz, Shante Franklin, Brandon Green, Clinton Sparks          | Bei Maejor, Clinton Sparks (Co-Produzent) | 4:21  |
| 14. | Cameras                                           | Cameron Thomaz, Eric Dan                                                | I.D. Labs                                 | 4:29  |
|     | Target-Deluxe-Edition-Bonus-Track                 |                                                                         |                                           |       |
| 15. | Middle of You (feat. Chevy Woods, Nikkiya & MDMA) | Cameron Thomaz, Eric Dan                                                | WillPower                                 | 4:16  |
| 16. | Stoned                                            | Cameron Thomaz, Eric Dan                                                | Stargate                                  | 3:31  |
|     | iTunes-Bonus-Track                                |                                                                         |                                           |       |
| 15. | Taylor Gang (feat. Chevy Woods)                   | Cameron Thomaz, Lexus Lewis                                             | Lex Luger                                 | 5:35  |

## Veröffentlichung und Promotion
Unmittelbar vor der Veröffentlichung des Albums erschien am 18. Februar 2011 das Mixtape Cabin Fever, welches der Promotion des im März erscheinenden Albums diente. Rolling Papers ist das erste Albums von Wiz Khalifa, welches bei einem Major-Label erschien.
Am 26. Januar 2011 gab der Rapper den Namen sowie das Datum der Veröffentlichung bekannt. Dabei verriet er auch, dass der Titel seiner CD drei verschiedene Bedeutungen hat.
- „Der Titel des Albums ist angemessen. Es heißt Rolling Papers (dt: "Zigarettenpapiere"), wie die Papiere, die du rollst und diejenigen, die ich rolle, und die, die wir rauchen. Aber [die Bedeutung] ist auch tiefer. Ich dachte [an diesen Namen], bevor ich überhaupt begann, das Album aufzunehmen und eine Idea von diesem hatte. Es geht nicht nur um Marihuana. Es ist etwas größeres. Meine Karriere hob wirklich ab, als ich anfing, Papier zu rauchen.“
- „Der zweite Grund, warum ich es Rolling Papers genannt habe, ist, dass ich, als ich Warner Bros. verließ, ich mehr oder weniger meine Zigarettenpapiere bekam. Ich bekam meinen Vertrag, verflucht zusammengerollt und rauchfarben. Und ich bekam die Möglichkeit, zu gehen, zu verlassen, mein Ding zu machen und daraus Kapital zu schlagen. Also ist dies ein anderes Paar an Papieren, welches ich in meinem Leben wirklich gebraucht habe.“
- „Der dritte Grund [für den Namen] ist, dass ich schon vor langer Zeit aufgegeben hatte, [Texte] zu schreiben. Ich hörte auf, es aufzuschreiben oder es in mein BlackBerry oder iPhone einzugeben. Ich schrieb Notizen auf, aber ich verfasste keine richtigen Verse, sodass es wie ein Goodbye zu Papier war. Das Papier ist ebenfalls ausgerollt gewesen. Alles war sehr natürlich. Der erste Gedanke, der in meinen Kopf kam, war derjenige, wie ich wirklich fühle. Es fühlt sich so an, als sei dies jetzt mein natürlichste Sound. Darauf habe ich bei dem Album am meisten Wert gelegt. Ich war sehr fokussiert. Ich war wirklich auf dieses Zeug eingestimmt, als ich daran gearbeitet habe, und ich habe kein Papier benutzt, außer das Zigarettenpapier.“

## Singles
Bisher wurden vier Lieder aus dem Album offiziell als Single veröffentlicht. Das erste, Black and Yellow, am 14. September 2010. Fünf Monate nach der Veröffentlichung, im Februar 2011, erreichte das Lied Platz eins der Billboard Hot 100. Im Juni 2011 wurde das Lied über die Farben der Flagge der Heimatstadt des Rappers, Pittsburgh, in den USA mit dreifachem Platin für 3.000.000 verkaufte Tonträger ausgezeichnet.
Am 3. Februar 2011 wurde die zweite Single aus dem Album veröffentlicht, Roll Up. Diese stieg bis auf Rang 13 in den USA und wurde ebenfalls mit Platin ausgezeichnet.
Am 8. März 2011 wurde das Lied The Race als zweiter Promo-Tonträger veröffentlicht und erreichte Rang 66 in den USA.
Der Song On My Level, auf dem auch Too Short mitwirkt, wurde am 28. Mai als erster Promo-Tonträger veröffentlicht. Er erreichte Platz 52 in den USA und wurde später als dritte Single noch einmal veröffentlicht, platzierte sich dann aber nur noch auf Platz 78. Sie wurde im November 2011 in den USA mit Gold zertifiziert.
Am 22. März veröffentlichte man No Sleep als dritten Promo-Tonträger. Nachdem das Lied sich in den USA auf Platz sechs platzierte, veröffentlichte man es am 9. August 2011 als vierte und letzte Singleauskopplung erneut. Es ist ebenfalls mit Platin zertifiziert.
Das Lied When I’m Gone erreichte ebenfalls eine Chartplatzierung, obwohl es nicht als Promo-Tonträger oder Single veröffentlicht wurde.

## Rezeption
Das Album bekam lediglich durchschnittliche Kriterien. Es erreichte nur 59 %, die auf 24 Kritiken basierten. Brandon Soderberg der Zeitschrift Spin schrieb zum Beispiel, dass das Album den beharrlichen eine-Note Denkansatz der zahlreichen Mixtapes umfasse, welche den Weg für sein beachtliches Nachfolgealbum ebneten. Die Tageszeitung Boston Globe sagte, dass das Album so sicher wie möglich sei und mit einer Ausnahme eine Sammlung an Radio-zugänglichen Single darstelle. Brad Wete von Entertainment Weekly behauptete, dass das Album textlich zu limitiert sei, um berauschend zu sein. Es gehe nur um Frauen, Cannabis und Geld. Trotzdem glühe es mit der Leidenschaft eines Außenseiters und der Boshaftigkeit eines Siegers.

## Kommerzieller Erfolg

### Chartplatzierungen

#### Album
Das Album stieg nach der Veröffentlichung auf Platz eins der Billboard 200 ein, dabei verkaufte es sich in der ersten Woche rund 197.000-mal. In der amerikanischen Charts der Top R&B/Hip-Hop Albums und den Top Rap Albums erreichte es Platz eins. In der zweiten Woche fiel das Album auf Rang fünf zurück, da nur noch 59.300 CDs verkauft worden waren. Somit konnten innerhalb zwei Wochen ungefähr 257.000 Tonträger in den USA abgesetzt werden. In der dritten und vierten Woche setzte man weitere 37.000 beziehungsweise 34.000 CDs ab, sodass das Album mittlerweile eine Verkaufszahl von 328.000 Einheiten in den USA verzeichnen konnte. Am 21. Juni 2011 bekam Wiz Khalifa für das Album eine Goldene Schallplatte für 500.000 verkaufte Einheiten in den USA verliehen. Im November 2011 konnte es allein 609.000 verkaufte Einheiten in den USA verzeichnen.
| ChartsChartplatzierungen       | Höchstplatzierung | Wochen |
| ------------------------------ | ----------------- | ------ |
| Deutschland (GfK)              | 67 (1 Wo.)        | 1      |
| Schweiz (IFPI)                 | 68 (6 Wo.)        | 6      |
| Vereinigte Staaten (Billboard) | 2 (65 Wo.)        | 65     |
| Vereinigtes Königreich (OCC)   | 47 (2 Wo.)        | 2      |

| ChartsJahrescharts (2011)      | Platzierung |
| ------------------------------ | ----------- |
| Vereinigte Staaten (Billboard) | 38          |

#### Singles
Die erste Singleauskopplung erreicht Rang eins in den USA und war bisher auch die einzige, die sich ebenfalls in Deutschland in den Charts platzieren konnte.

| Jahr | Titel            | Höchstplatzierung, Gesamtwochen, AuszeichnungChartplatzierungen (Jahr, Titel, , Platzierungen, Wochen, Auszeichnungen, Anmerkungen) | Höchstplatzierung, Gesamtwochen, AuszeichnungChartplatzierungen (Jahr, Titel, , Platzierungen, Wochen, Auszeichnungen, Anmerkungen) | Höchstplatzierung, Gesamtwochen, AuszeichnungChartplatzierungen (Jahr, Titel, , Platzierungen, Wochen, Auszeichnungen, Anmerkungen) | Höchstplatzierung, Gesamtwochen, AuszeichnungChartplatzierungen (Jahr, Titel, , Platzierungen, Wochen, Auszeichnungen, Anmerkungen) | Höchstplatzierung, Gesamtwochen, AuszeichnungChartplatzierungen (Jahr, Titel, , Platzierungen, Wochen, Auszeichnungen, Anmerkungen) | Anmerkungen                                        |
| Jahr | Titel            | DE | AT | CH | UK | US | Anmerkungen                                        |
| ---- | ---------------- | --- | --- | --- | --- | --- | -------------------------------------------------- |
| 2010 | Black and Yellow | DE31 (34 Wo.)DE | AT44 (3 Wo.)AT | CH44 (28 Wo.)CH | UK5 (17 Wo.)UK | US1 (25 Wo.)US | Erstveröffentlichung: 14. September 2010           |
| 2011 | Roll Up          | — | — | — | UK42 (6 Wo.)UK | US13 (22 Wo.)US | Erstveröffentlichung: 3. Februar 2011              |
| 2011 | The Race         | — | — | — | — | US66 (1 Wo.)US | Erstveröffentlichung: 8. März 2011                 |
| 2011 | When I’m Gone    | — | — | — | — | US57 (4 Wo.)US | Erstveröffentlichung: April 2011                   |
| 2011 | On My Level      | — | — | — | — | US52 (9 Wo.)US | Erstveröffentlichung: 28. Mai 2011 feat. Too Short |
| 2011 | No Sleep         | DE91 (1 Wo.)DE | — | — | — | US6 (15 Wo.)US | Erstveröffentlichung: 9. August 2011               |

### Auszeichnungen für Musikverkäufe
| Land/Region                  | Auszeichnungen für Musikverkäufe (Land/Region, Auszeichnung, Verkäufe) | Verkäufe  |
| ---------------------------- | ---------------------------------------------------------------------- | --------- |
| Dänemark (IFPI)              | Gold                                                                   | 10.000    |
| Kanada (MC)                  | Gold                                                                   | 40.000    |
| Neuseeland (RMNZ)            | Gold                                                                   | 7.500     |
| Vereinigte Staaten (RIAA)    | 2× Platin                                                              | 2.000.000 |
| Vereinigtes Königreich (BPI) | Silber                                                                 | 60.000    |
| Insgesamt                    | 1× Silber · 3× Gold · 2× Platin ·                                      | 2.117.500 |

Hauptartikel: Wiz Khalifa/Auszeichnungen für Musikverkäufe